# Mefistofeles

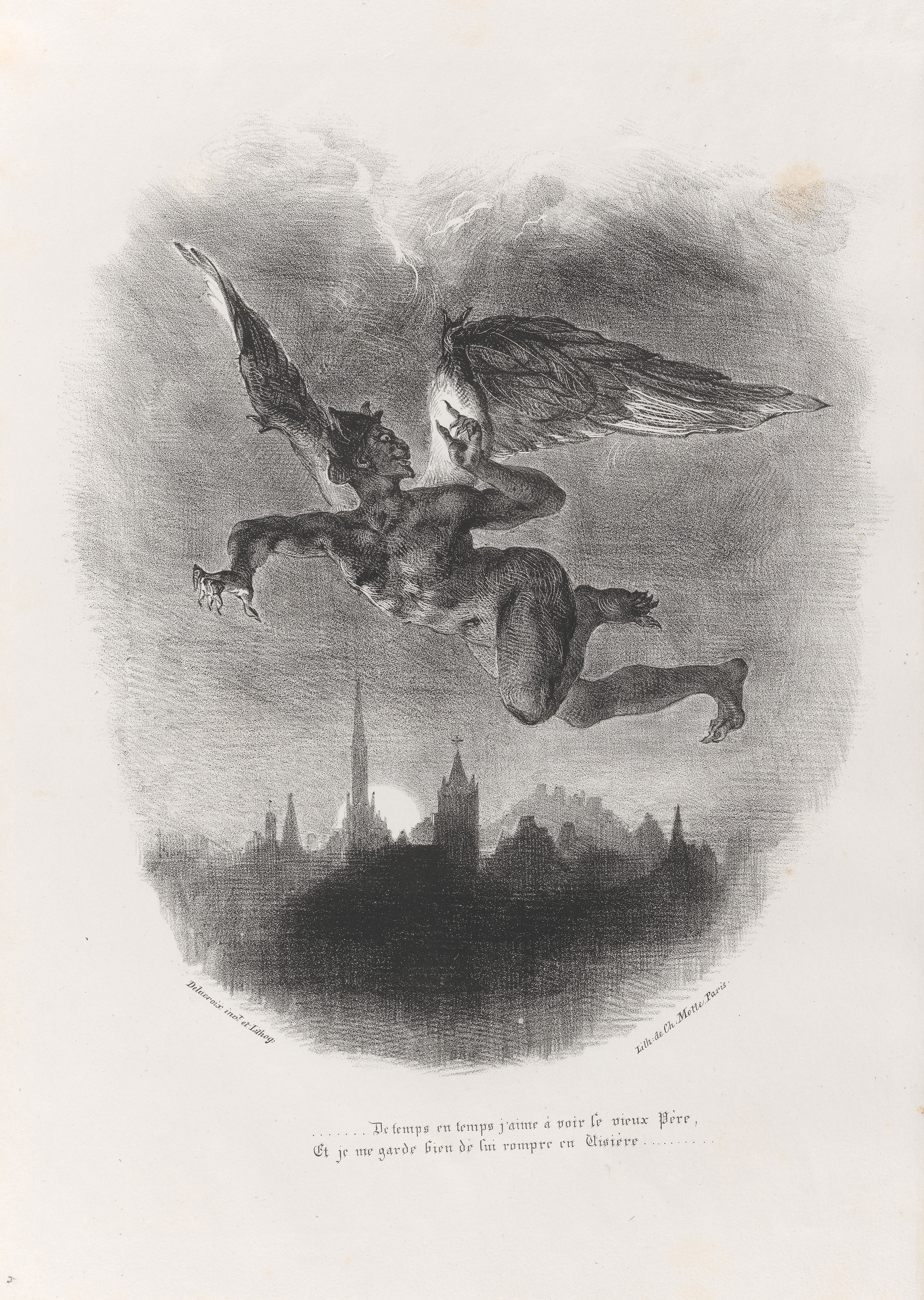
Eugène Delacroix, Mefistofeles, ilustracja z 1828 r.

Mefistofeles (Mefisto, Mefistofiel) – upadły anioł. Jego imię pochodzi z hebrajskiego: mefir – niszczyciel, tofel – kłamca lub mephistoph – niszczyciel dobra. Być może też z greki: mephostophiles – duch ciemności, nielubiący światła.

## Mefistofeles w fikcji
- W dramacie Faust (1833) Johanna Wolfganga von Goethego Mefistofeles zawiera pakt z tytułowym bohaterem i towarzyszy mu przez jakiś czas, by spełniać egoistyczne zachcianki głównego bohatera, o duszę którego demon założył się z Bogiem. Mefistofeles ostatecznie zakład ten przegrywa, a Faust zostaje zbawiony. Tym samym spełniają się słowa, iż demon ów „wiecznie zła pragnąc” (zwiedzenie Fausta i potępienie jego duszy), „wiecznie czyni dobro” (zbawienie Fausta). Mefistofeles symbolizuje wartości negatywne, poznać go można po „zimnym okrucieństwie, jadowitym śmiechu, który doprowadza do łez, okrutnej radości, jaką wywołuje czyjś ból”[potrzebny przypis];
- W dramacie Nie-Boska komedia (1835) Zygmunta Krasińskiego Mefisto pojawia się w części 3 i zagłusza głos Anioła Stróża;
- Mefistofeles pojawia się w wielu współczesnych utworach literackich, między innymi w powieści fantasy Mai Lidii Kossakowskiej Siewca Wiatru, czy w młodzieżowej powieści Stowarzyszenie Umarłych Dusz. Występuje też w filmie, m.in. w Ghost Rider jako wysłannik Lucyfera. W komiksach wydawnictwa Marvel demon imieniem Mephisto jest jednym z władców piekieł i przeciwnikiem wielu superbohaterów;
- W balladzie Adama Mickiewicza „Pani Twardowska”;
- W wierszu Zbigniewa Herberta pt. „Potęga smaku”;
- Jest również jedną z głównych postaci anime „Ao no Exorcist” i dyrektorem tamtejszej szkoły dla egzorcystów;
- Jest jednym z głównych protagonistów mangi "Soul Cartel(inne języki)".
- W grze Neverwinter Nights, w dodatku Hordes of the Underdark po pokonaniu matrony staje się głównym antagonistą;
- W dramacie Kordian Juliusza Słowackiego Mefistofel jest jednym z diabłów pod władzą Szatana.